# Kościół św. Marcina w Jaworze

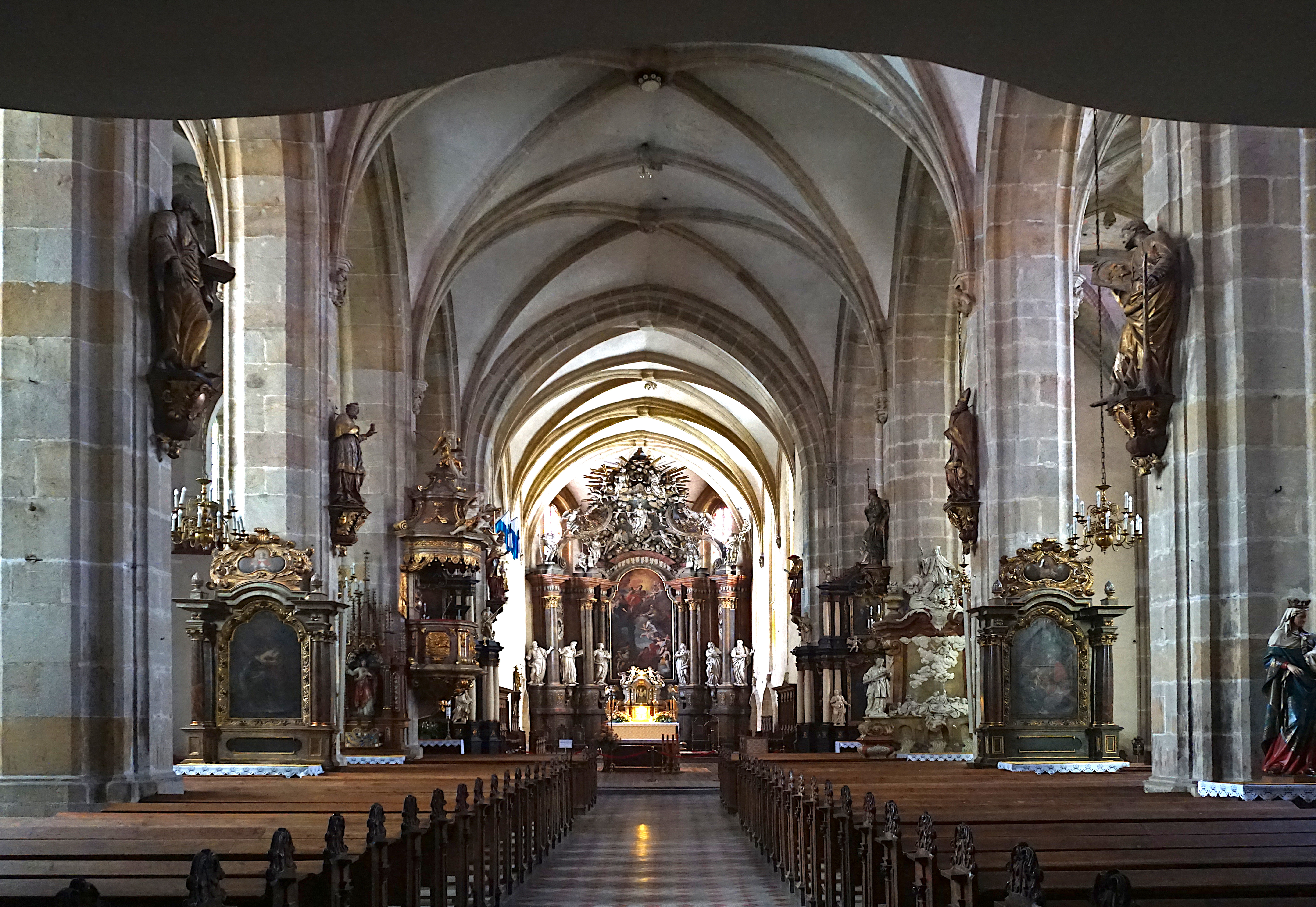
Wnętrze świątyni

Kościół św. Marcina w Jaworze – kościół katolicki w Jaworze, pod wezwaniem św. Marcina z Tours, aktualnie należy do parafii św. Marcina w Jaworze.

## Położenie
Kościół położony jest w północno-zachodniej części średniowiecznego miasta, na wzgórzu o wysokości 203 m n.p.m. Od północy teren świątyni ogranicza zachowany fragment muru obronnego, od zachodu ulica Poniatowskiego, a od południa i wschodu ulice Szkolna i Kościelna, wraz z budynkiem plebanii.

## Historia (kalendarium)
- 1242 – pierwsza wzmianka o świątyni.
- ok. 1330 – IV ćw. XIV w. – budowa gotyckiego kościoła.
- 1446 i 1573 – budowa części zachodniej.
- 1523–1650 – kościół służy gminie ewangelickiej.
- XVIII w., 1865–1866, 1883, 1960–1962 – restauracje kościoła

## Architektura
Najstarszymi elementami kościoła są budynek plebanii oraz prezbiterium. Na ścianach tego ostatniego zachowało się wiele dekoracji pochodzących z wczesnego gotyku, takie jak zwornik w kształcie rozety na sklepieniu zakrystii oraz proste laskowanie w oknie od północnej strony. Prezbiterium jest jednonawowe i czteroprzęsłowe, o wymiarach 21 m (długość) na 9 m (szerokość). W południowej ścianie znajduje się otwór wejściowy obramowany gotyckim portalem z II połowy XIV w., w którego tympanonie znajduje się wyobrażenie św. Marcina na koniu, w stroju rycerskim, dzielącego się swą szatą z żebrakiem.
Świątynia jest trójnawowa, wszystkie są tej samej wysokości – 13,7 metra. Każda nawa jest nakryta osobnym dachem dwuspadowym. Wymiary kościoła wynoszą 53 m długości, 24,1 m szerokości (w tym 6,5 m nawa północna, 10,4 m nawa główna i 7,2 m nawa południowa).
Wnętrza naw przykryte są sklepieniami krzyżowo-żebrowymi. Żebra spływają na wsporniki przyścienne, połączone z przyporami. W miejscach przecięć każdego przęsła znajdują się zworniki. Zarówno wsporniki jak i zworniki są zdobione dekoracjami rzeźbiarskimi. Sklepienia są pokryte wykonanymi w technice suchego fresku malowidłami przedstawiającymi motywy roślinne.
Okna są wysokie, niezbyt smukłe, podobnie jak cała bryła kościoła. Podzielone są na trzy części i wypełnione witrażami z wyobrażeniami świętych, wykonanymi w latach 1858 - 1870 przez wrocławską firmę Instytut Witrażowy Adolpha Seilera,.
Kościół posiada jedną wieżę, od strony północnej, zbudowaną na planie kwadratu, zwieńczoną dachem namiotowym. W przeszłości wieża istniała po stronie południowej, jednak uległa zawaleniu w 1533 roku, a odbudowana została jedynie do wysokości szczytu kościoła. Po tym wydarzeniu wybudowano w latach 1534–1536 nową wieżę po północnej stronie. W roku 1573 dobudowano od strony zachodniej małą wieżę na planie koła. Bryła kościoła jest zbudowana z łamanego granitu, a do prac  wykończeniowych wykorzystano piaskowiec ciosany.
Teren wokół świątyni otoczony jest murem dawnego cmentarza z licznymi epitafiami.
W 2003 przy ul. św. Marcina (przy bramie kościelnej) z fundacji Anieli Turek został postawiony pomnik Jana Pawła II. Pomnik wykonany jest z piaskowca.

## Organy
Chór muzyczny wraz z 32-głosowymi organami został oddany do użytku w 1732 roku. W latach 1878–1880 przebudowy dokonał Heinrich Schlag ze Świdnicy. Bardzo wysoki stopień zużycia wymagał podjęcia natychmiastowego generalnego remontu. Prace te wykonała firma Cynar. 
Dyspozycja instrumentu:
| Manuał I           | Manuał II                      | Pedał              |
| ------------------ | ------------------------------ | ------------------ |
| 1. Principal 16'   | 1. Principal 8'                | 1. Principalb. 16' |
| 2. Principal 8'    | 2. G. Principal 4'             | 2. Violon 16'      |
| 3. Octave 4'       | 3. Bordun 16'                  | 3. Subbass 16'     |
| 4. Gemshorn 8'     | 4. Salicet 8'                  | 4. Posaune 16'     |
| 5. Gambe 8'        | 5. Portunalflöte 8'            | 5. Quinte 10 2/3   |
| 6. Gedackt 8'      | 6. Octave 4'                   | 6. Octavb. 8'      |
| 7. Hohlflöte 4'    | 7. Octave 2'                   | 7. Cello 8'        |
| 8. Flaut trav. 4'  | 8. Mixtur 3 fach               | 8. Octavbass 4'    |
| 9. Spitzflöte 4'   | 9. Violine 2' u. Quinte 2 2/3' |                    |
| 10. Quinte 2 2/3   | 10. Oboe 8'                    |                    |
| 11. Cornett 3 fach |                                |                    |
| 12. Mixtur 4 fach  |                                |                    |
| 13. Octave 2'      |                                |                    |
| 14. Trompete 8'    |                                |                    |

## Galeria

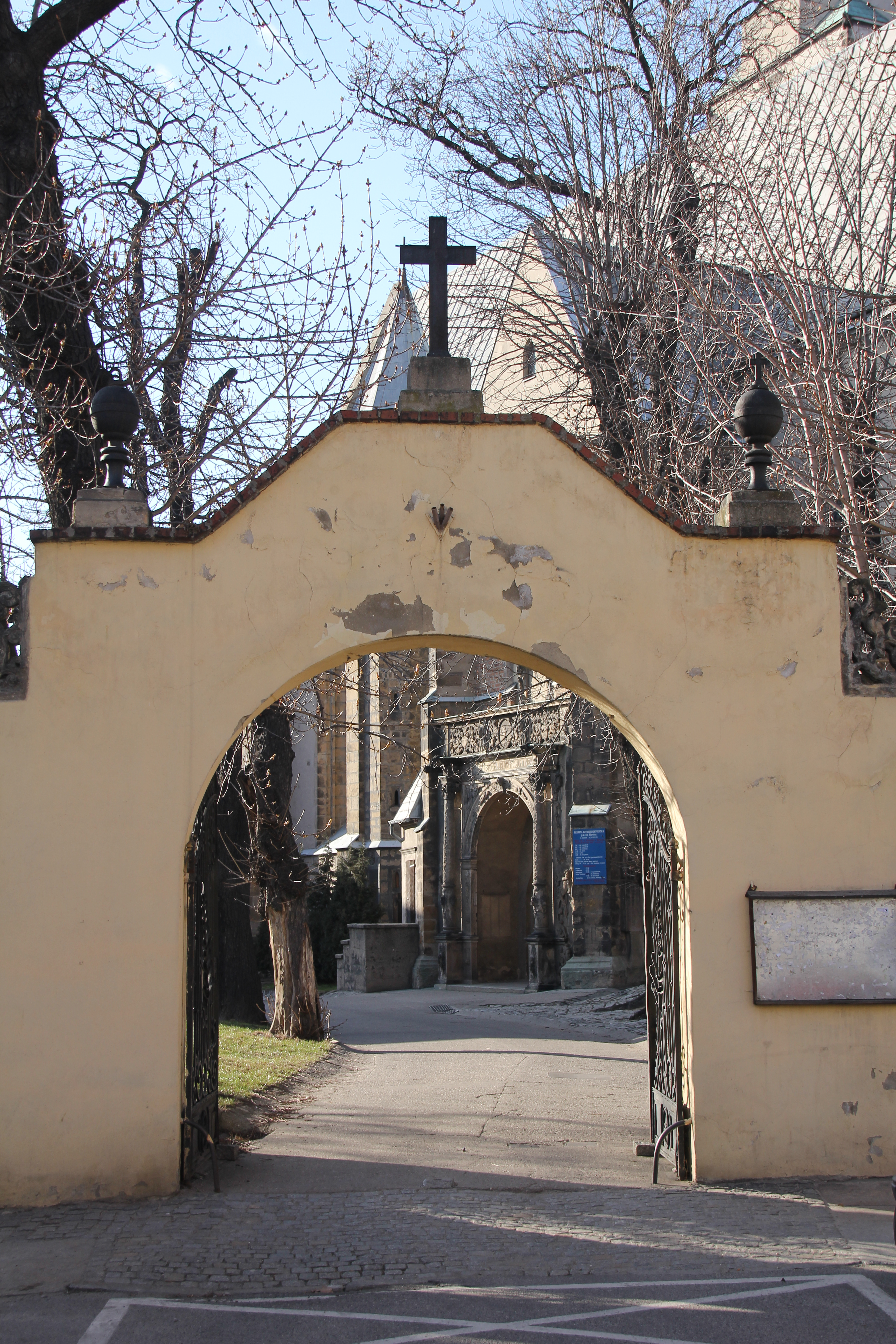
Brama kościelna
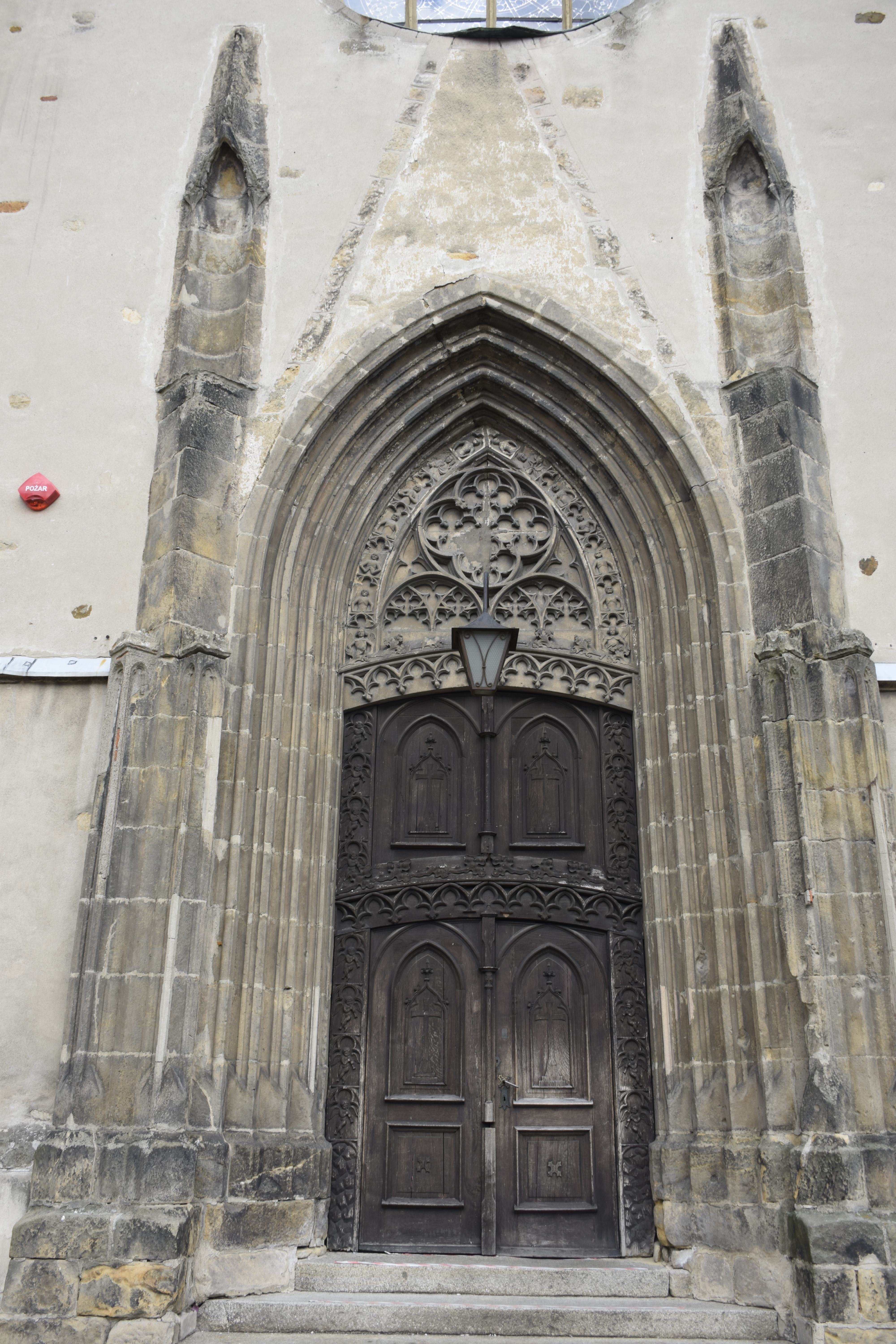
Portal główny
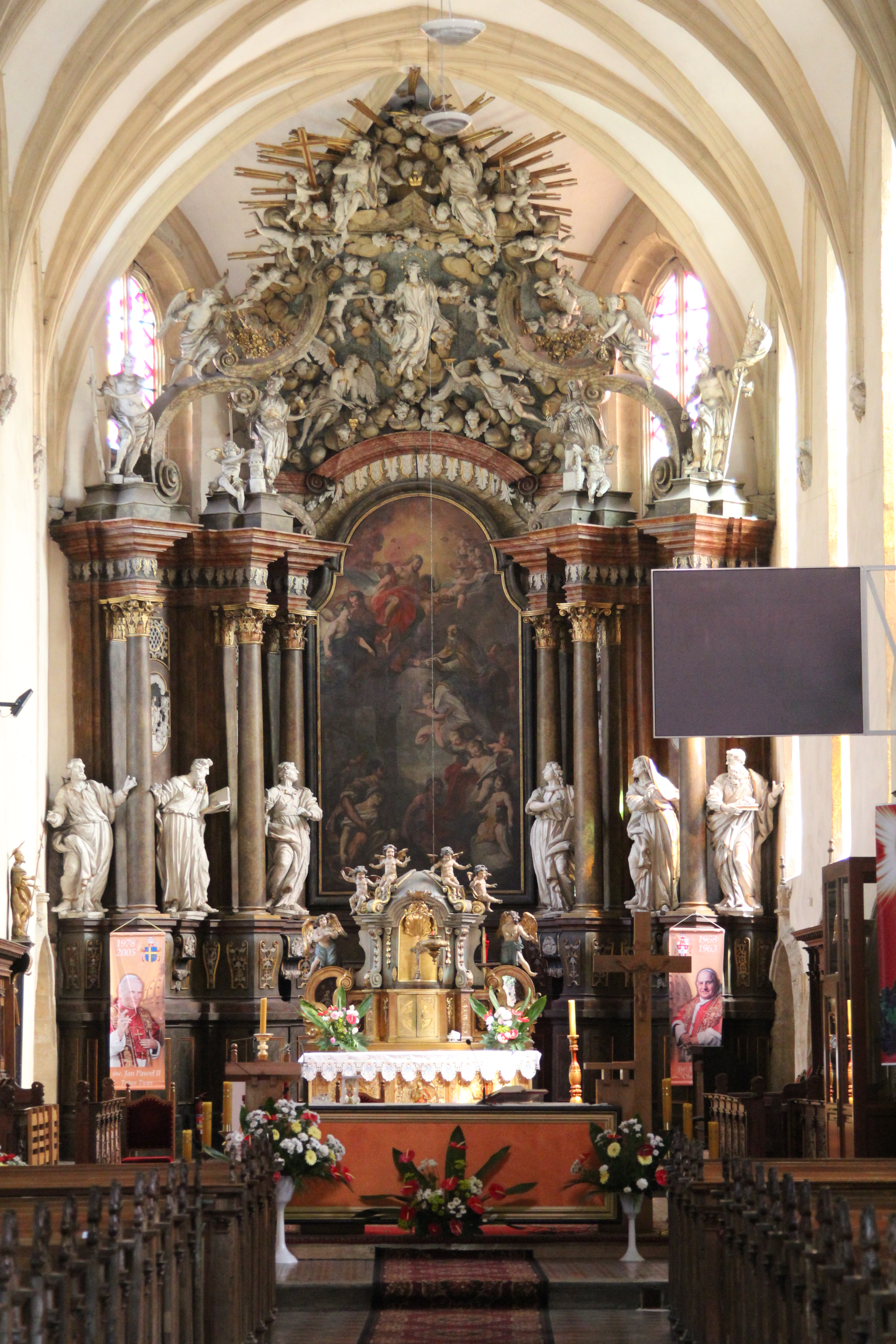
Ołtarz główny
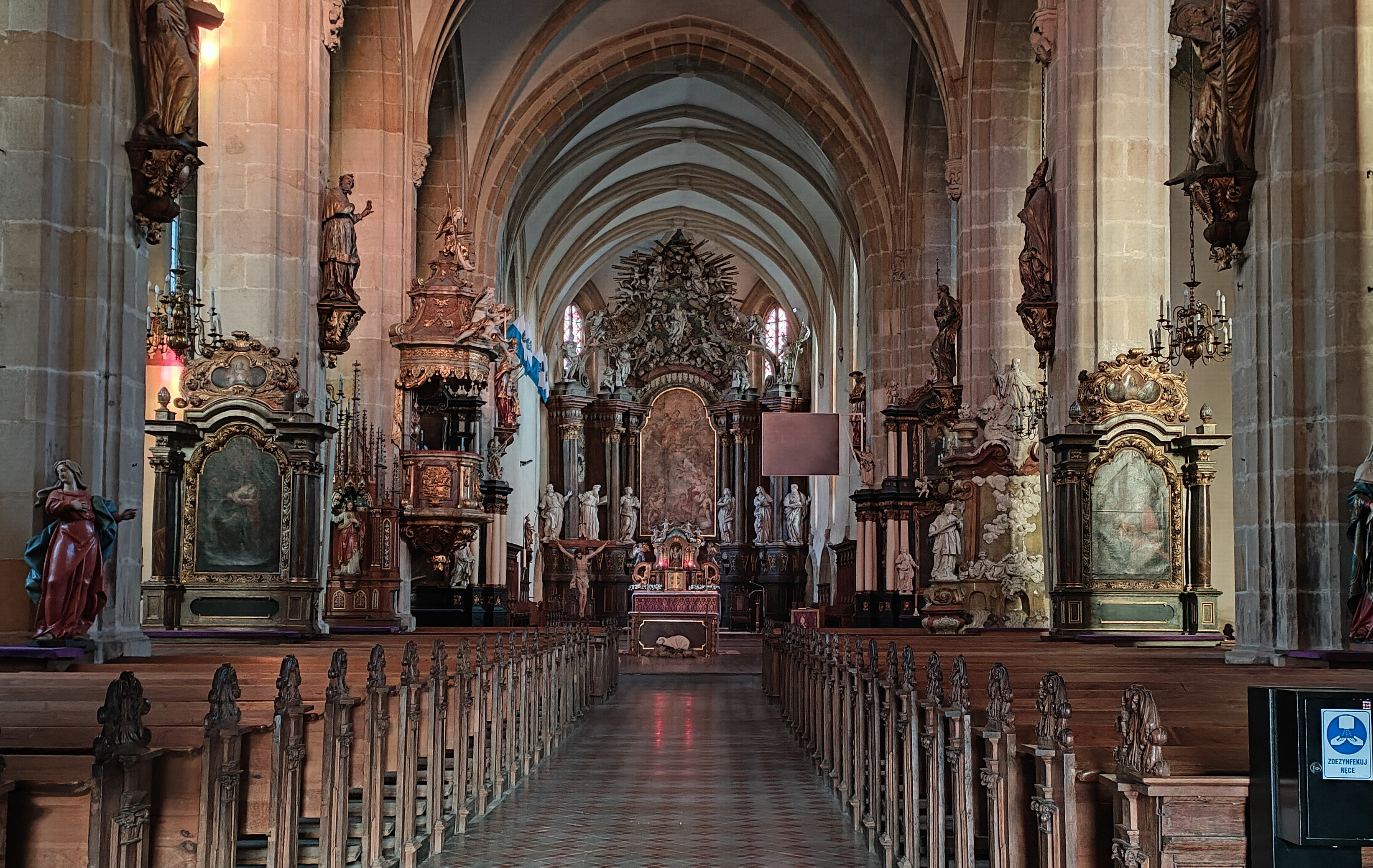
Nawa główna
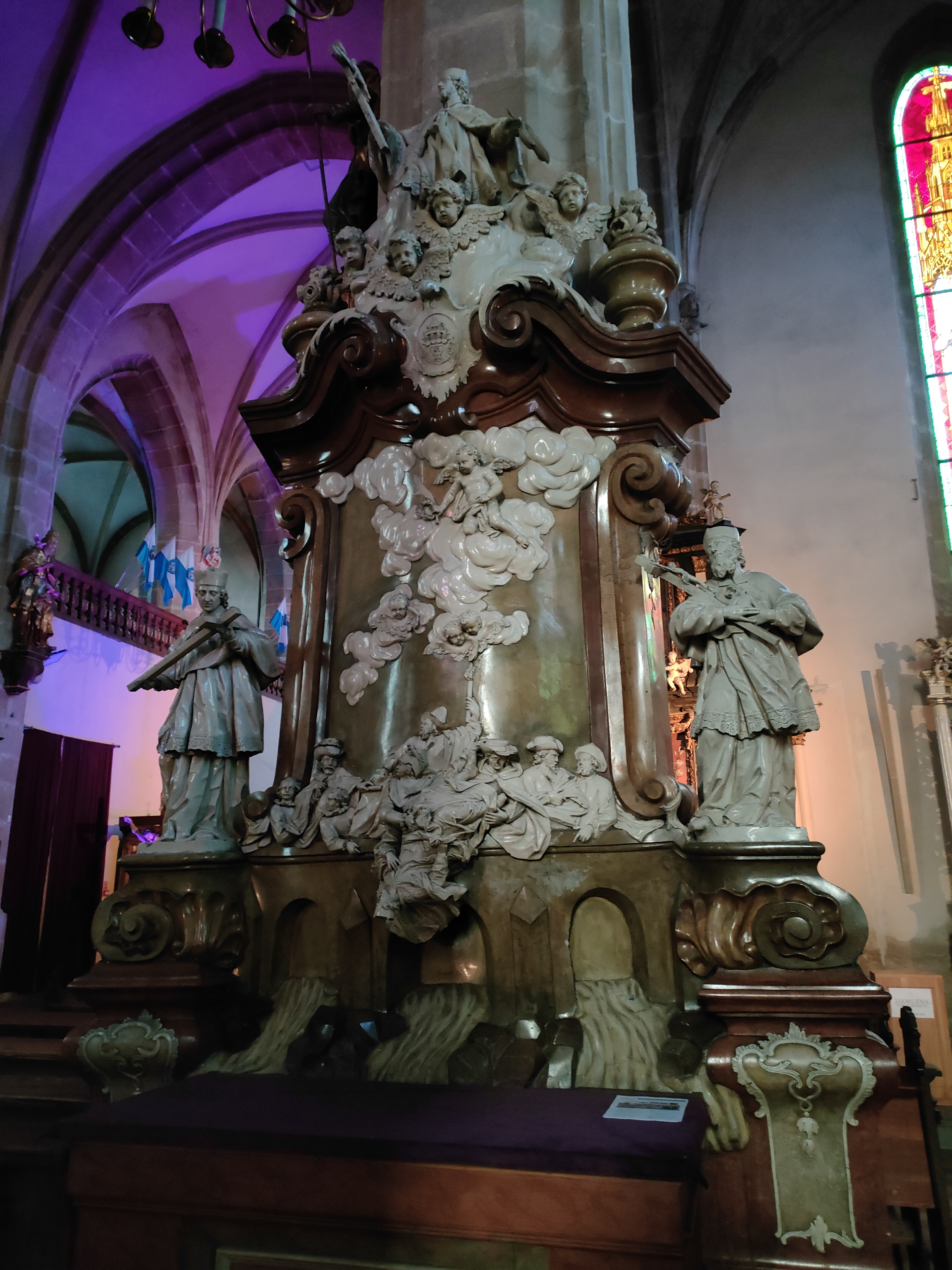
Ołtarz boczny
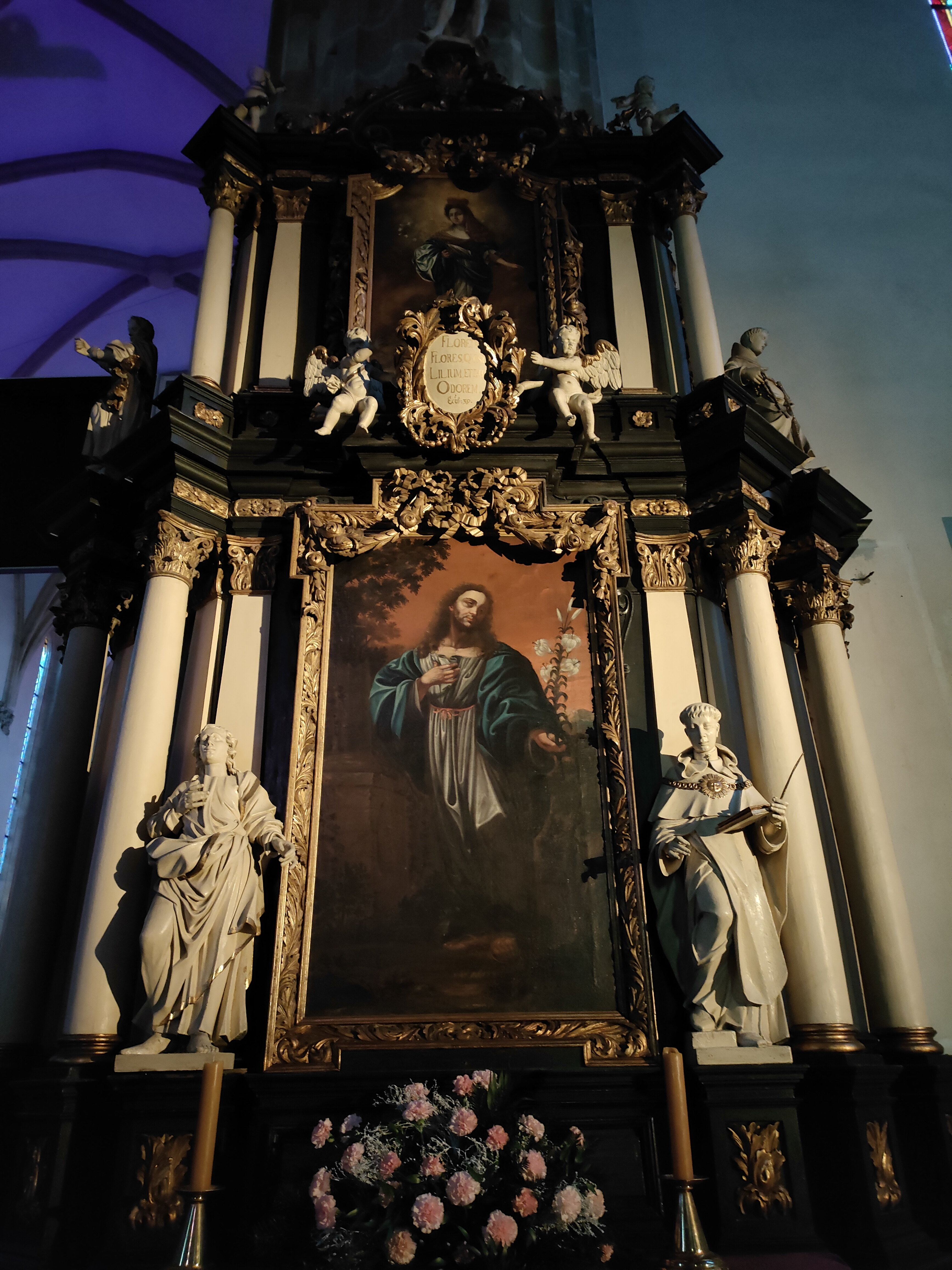
Ołtarz boczny
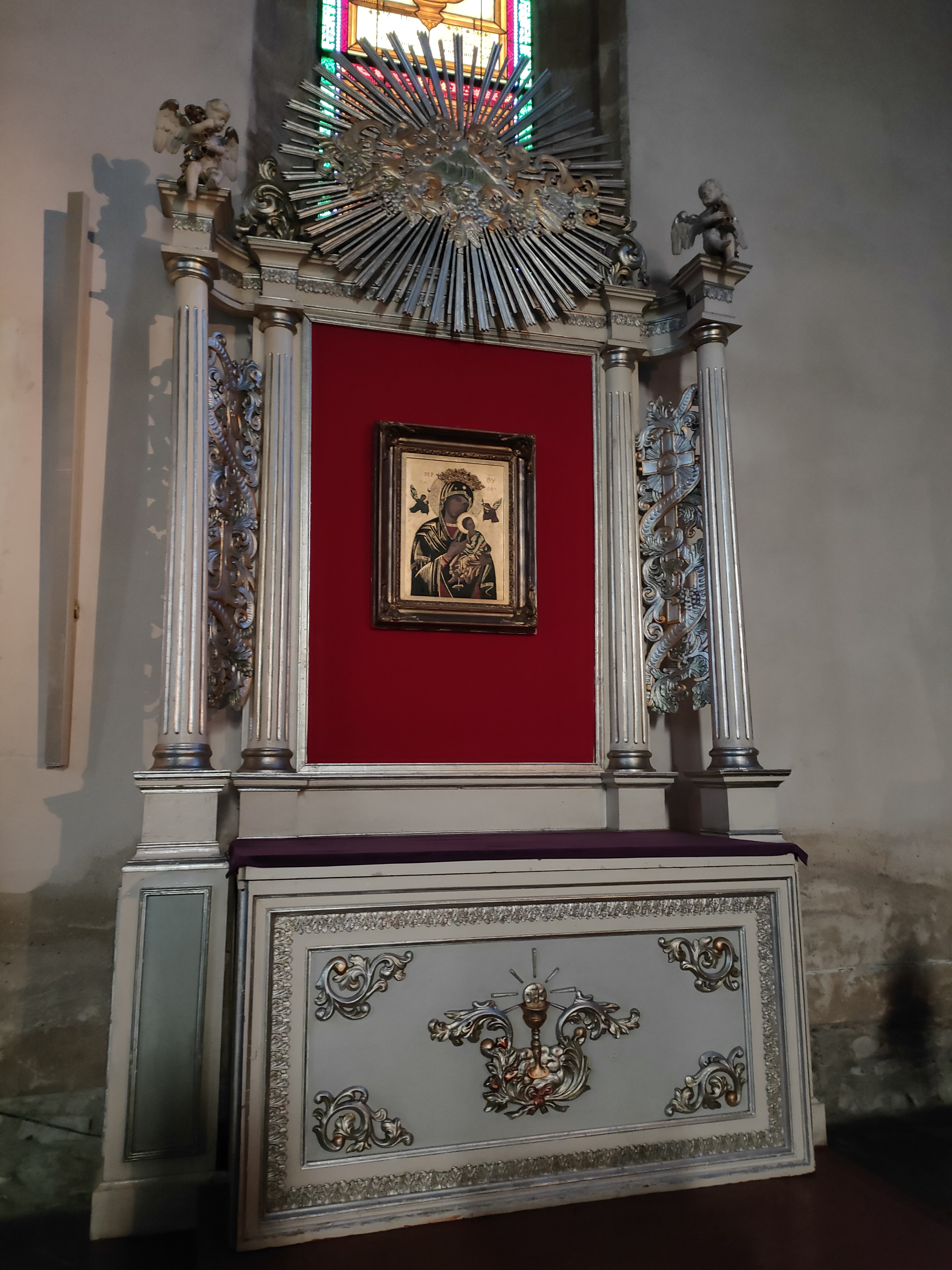
Ołtarz boczny
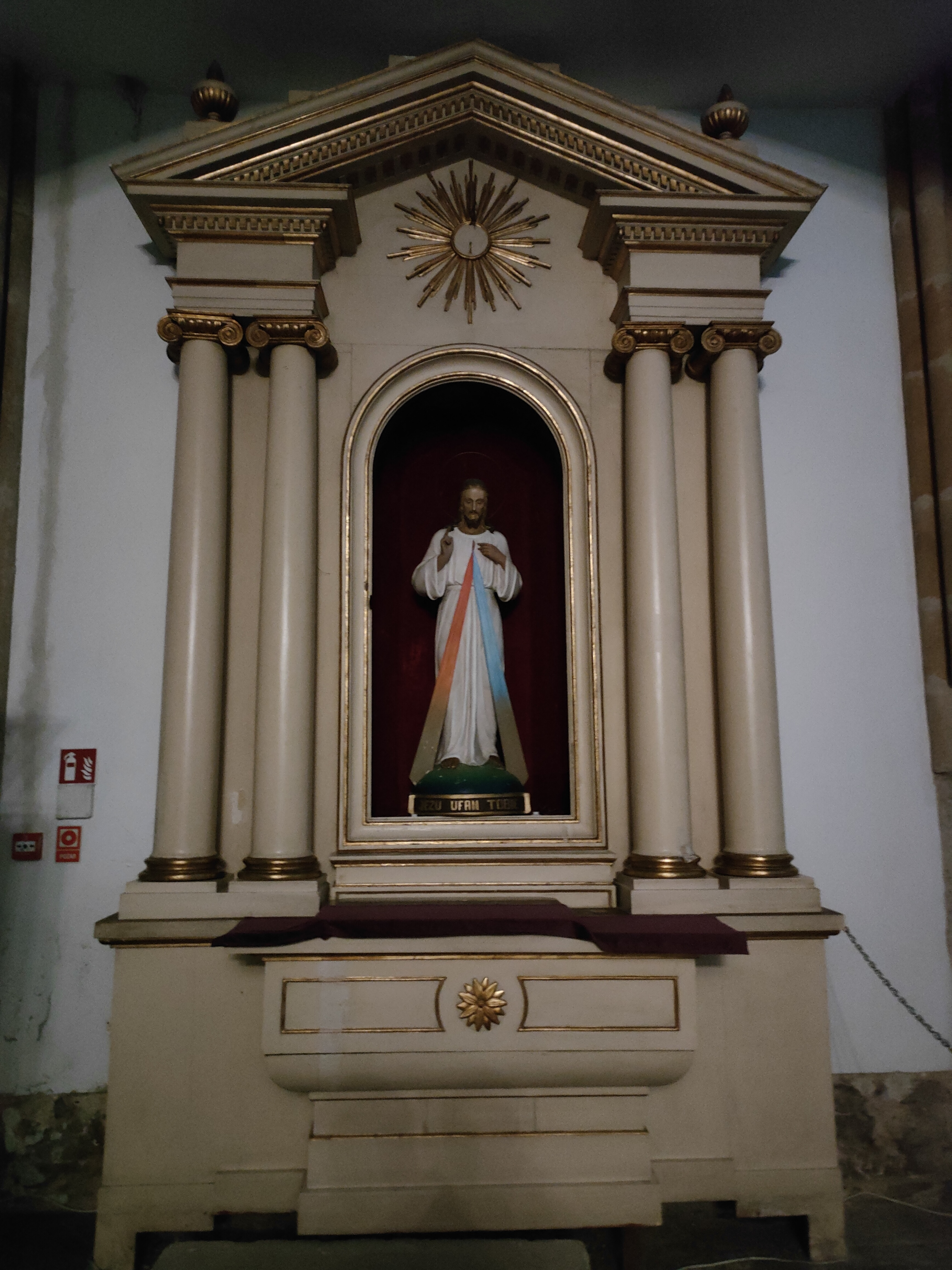
Ołtarz boczny
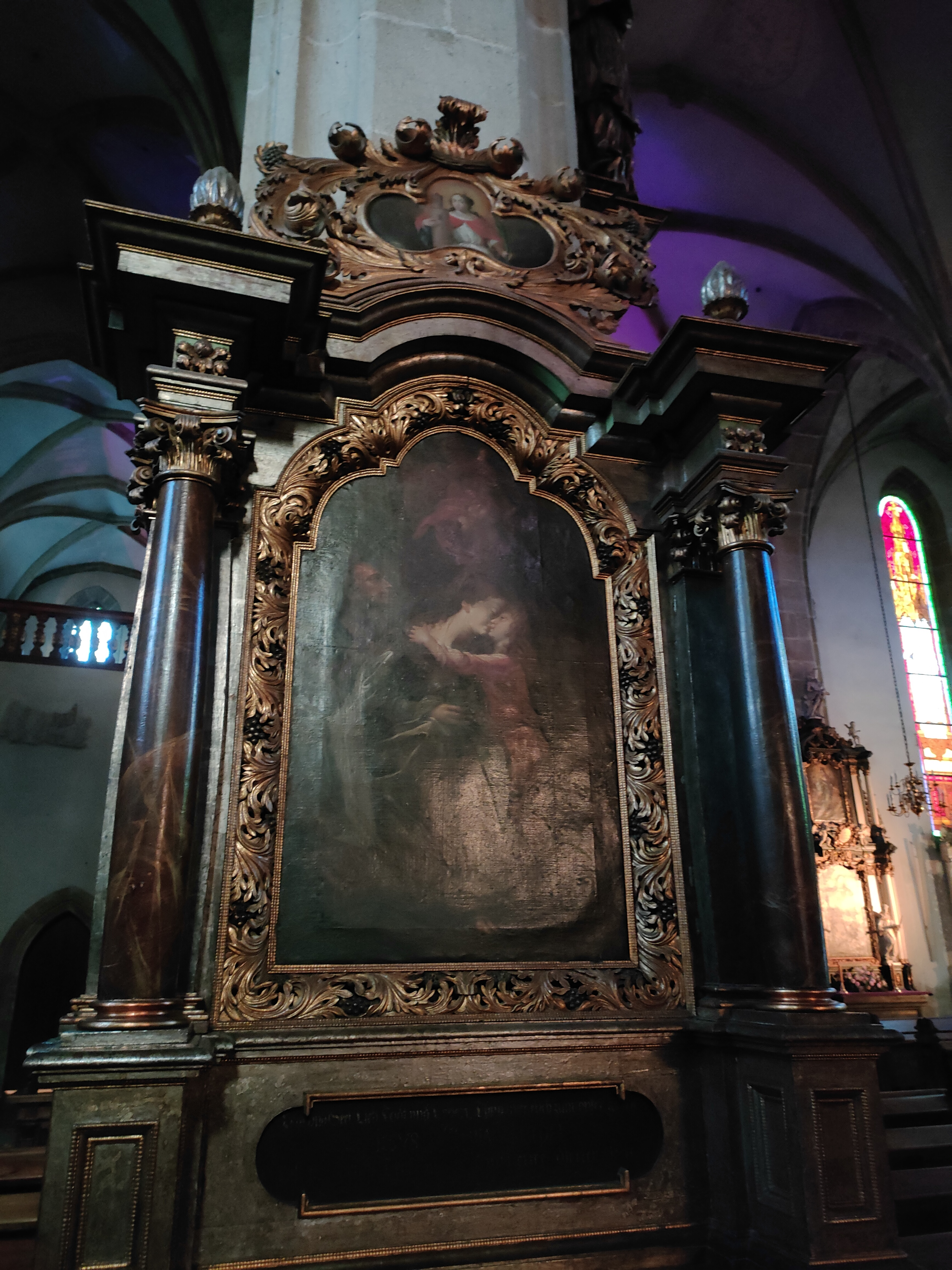
Ołtarz boczny
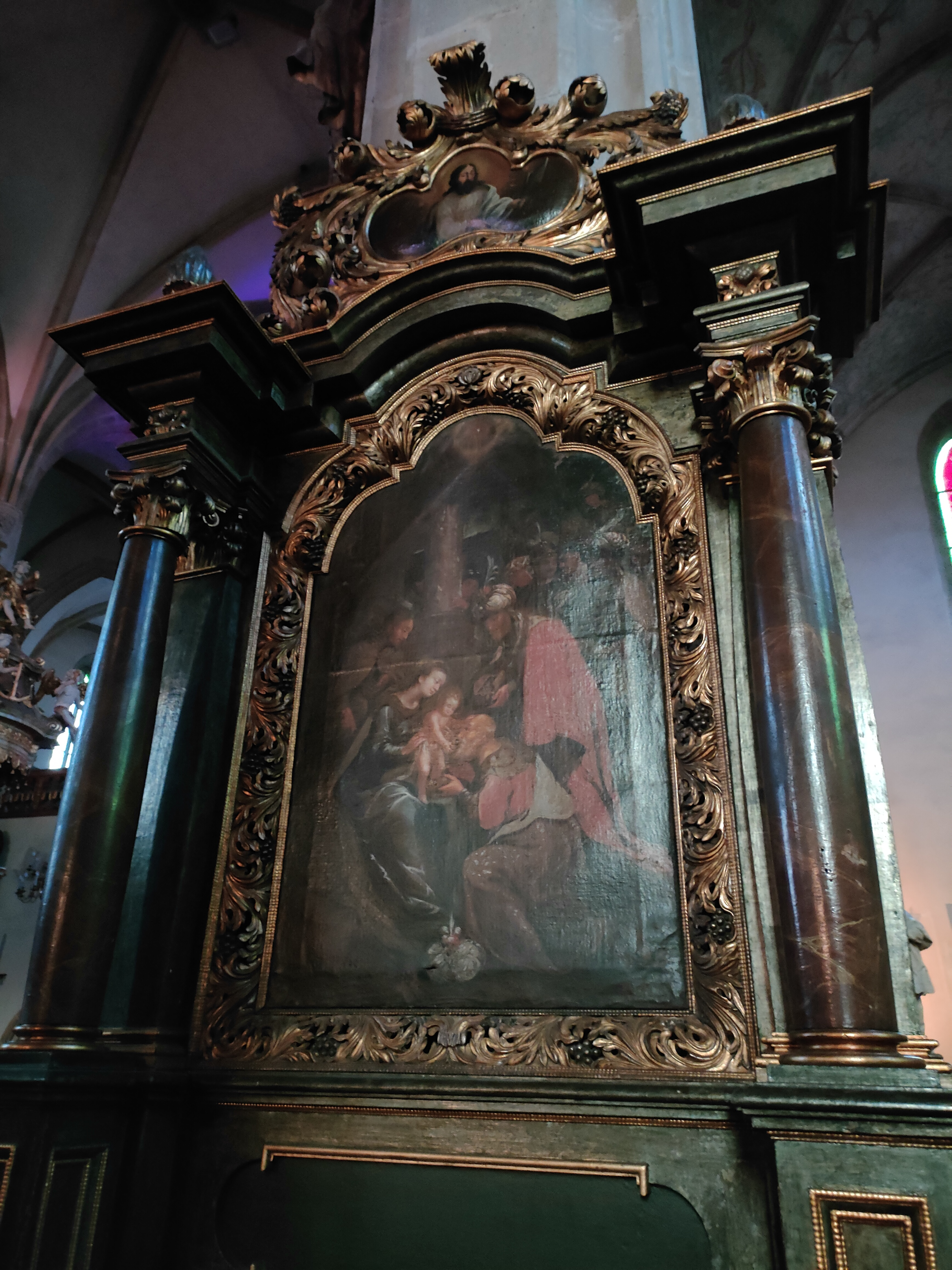
Ołtarz boczny
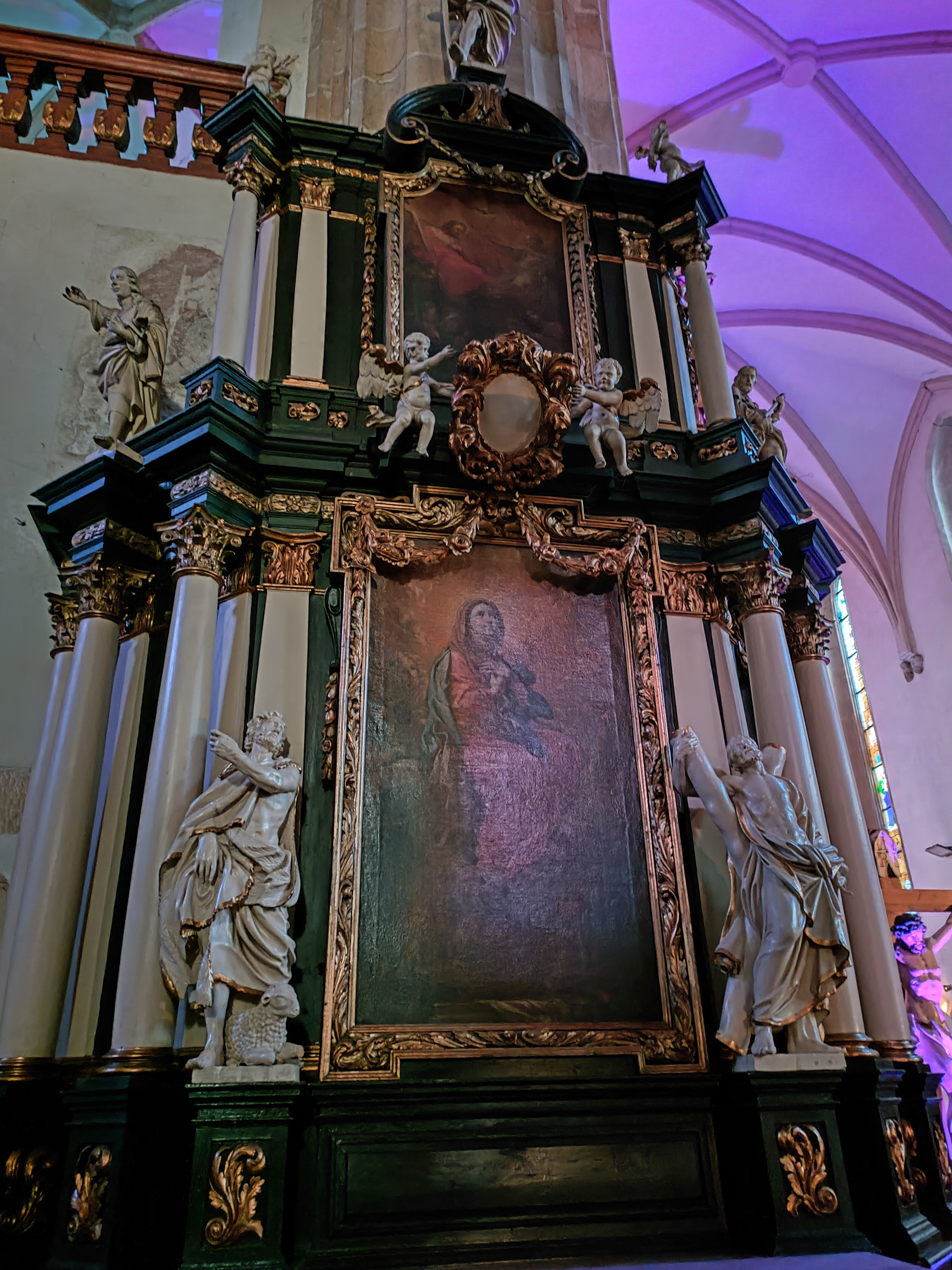
Ołtarz boczny
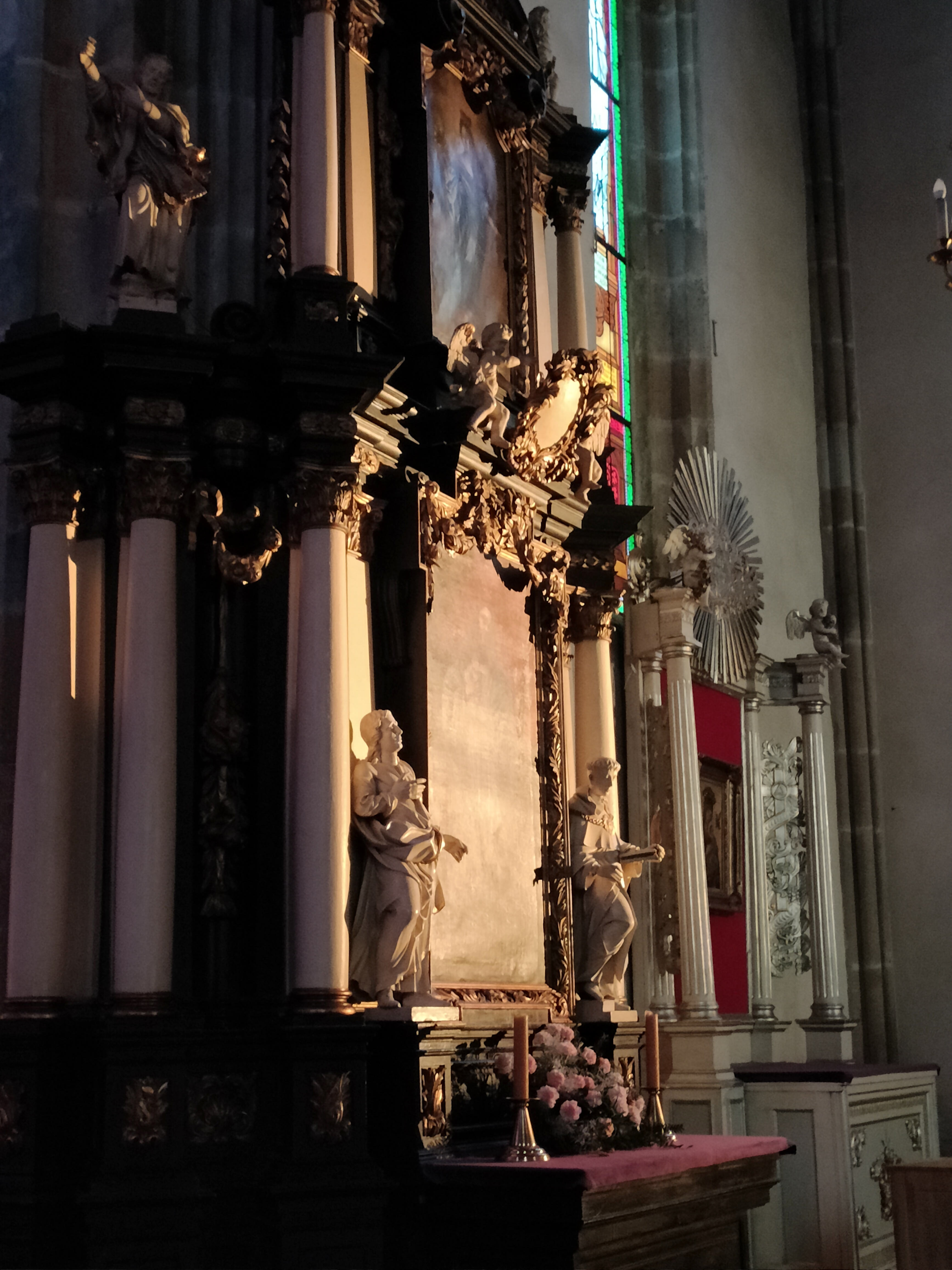
Ołtarz boczny
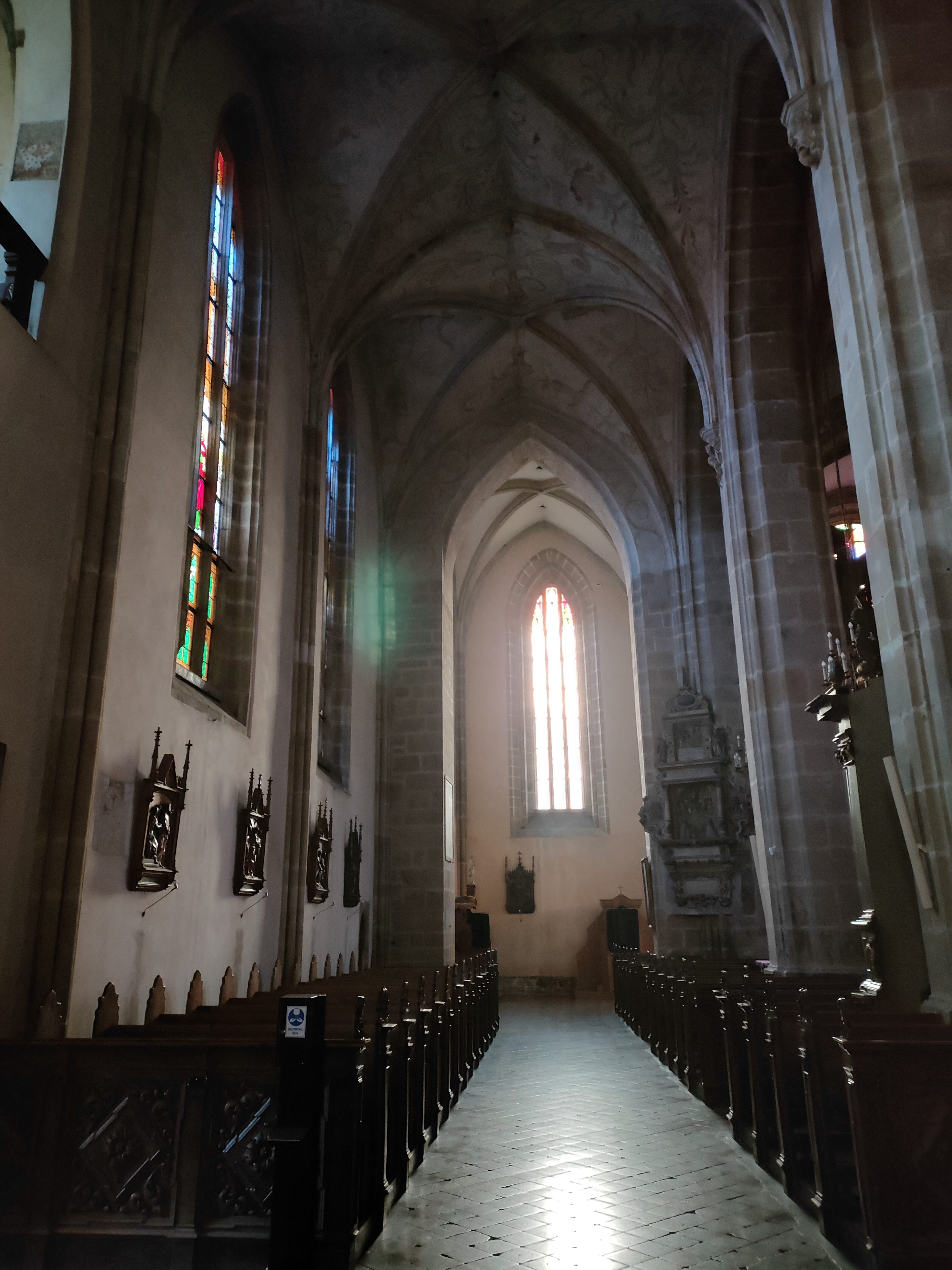
Nawa boczna
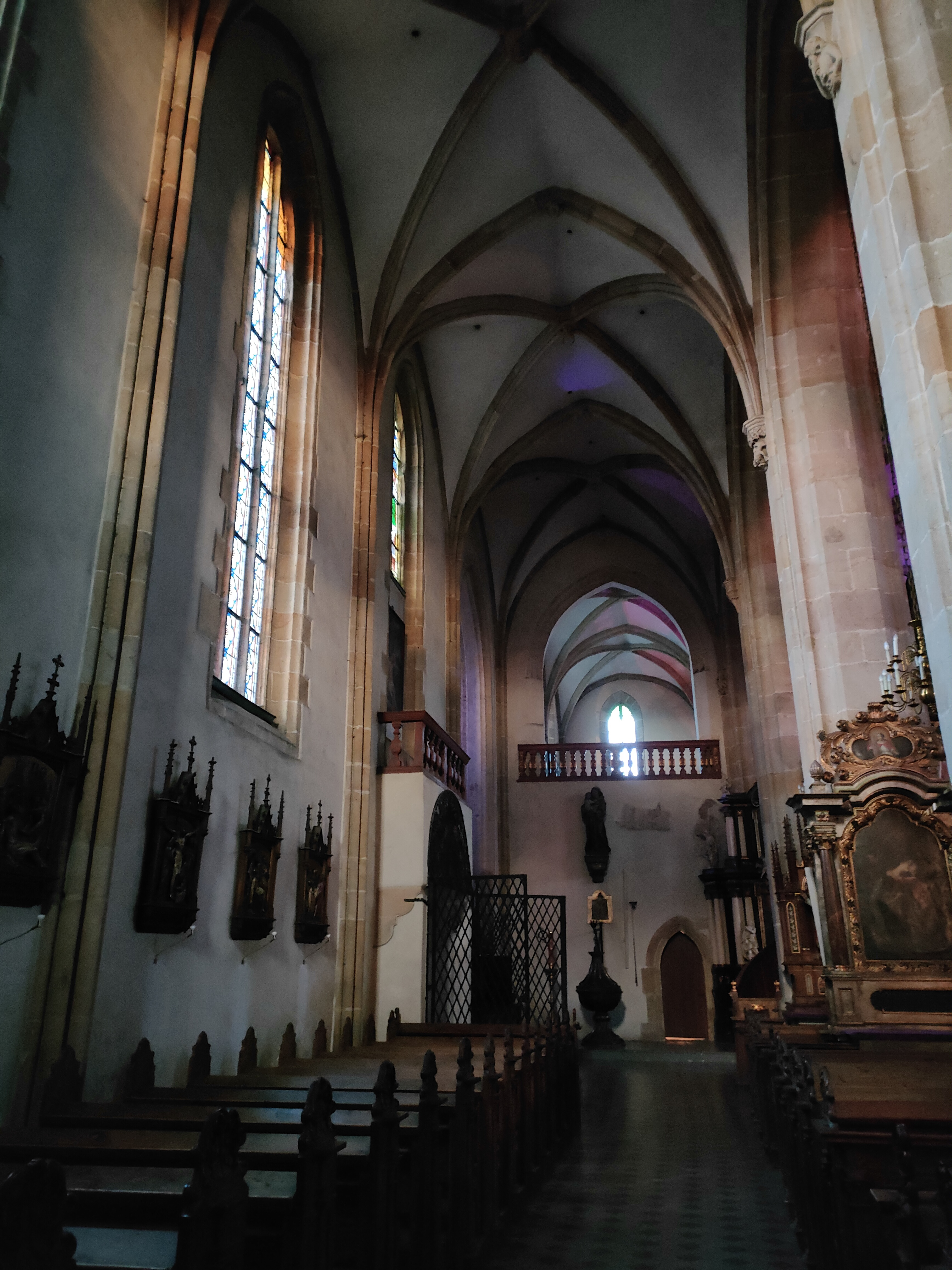
Nawa boczna
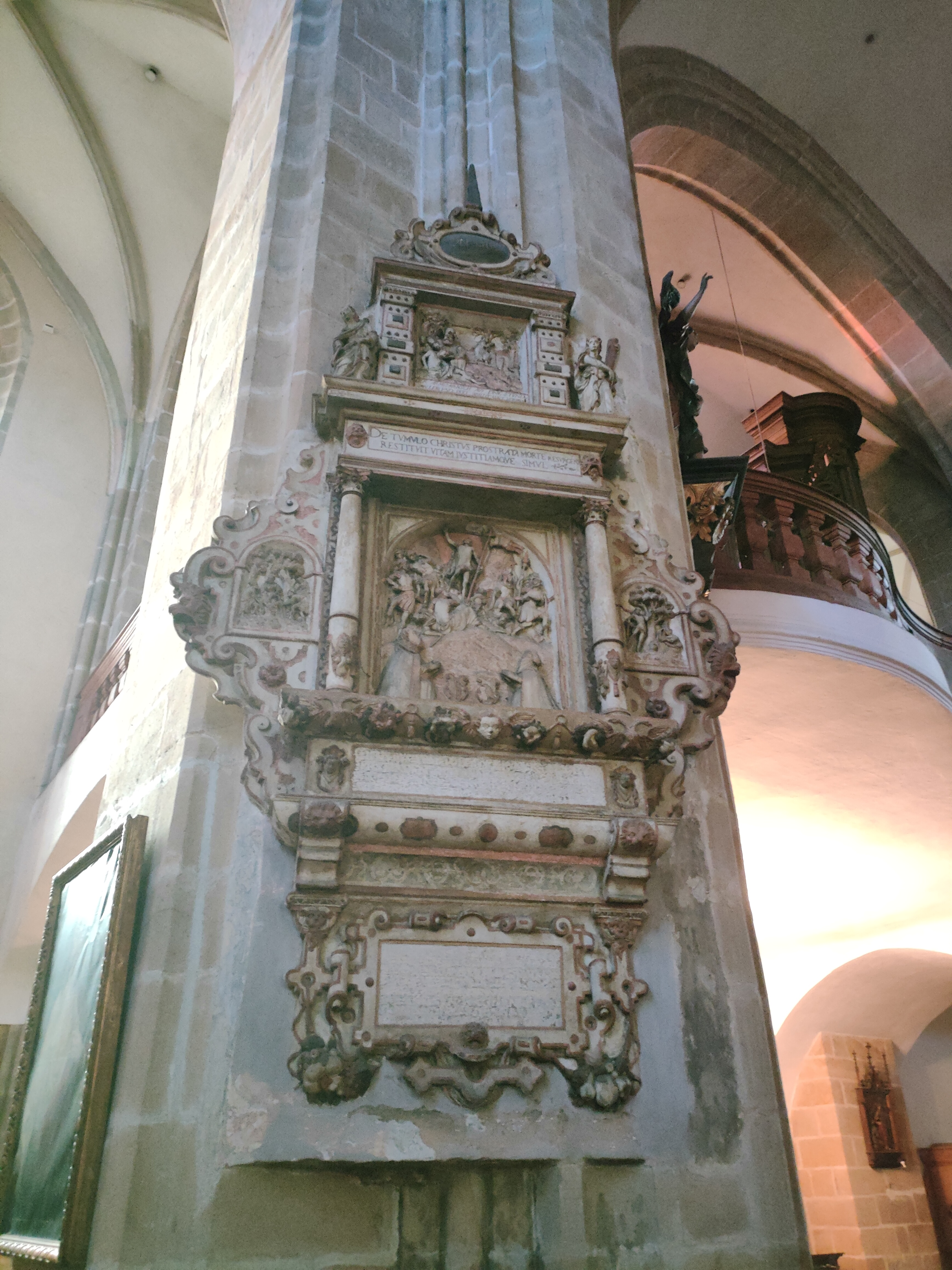
Epitafium
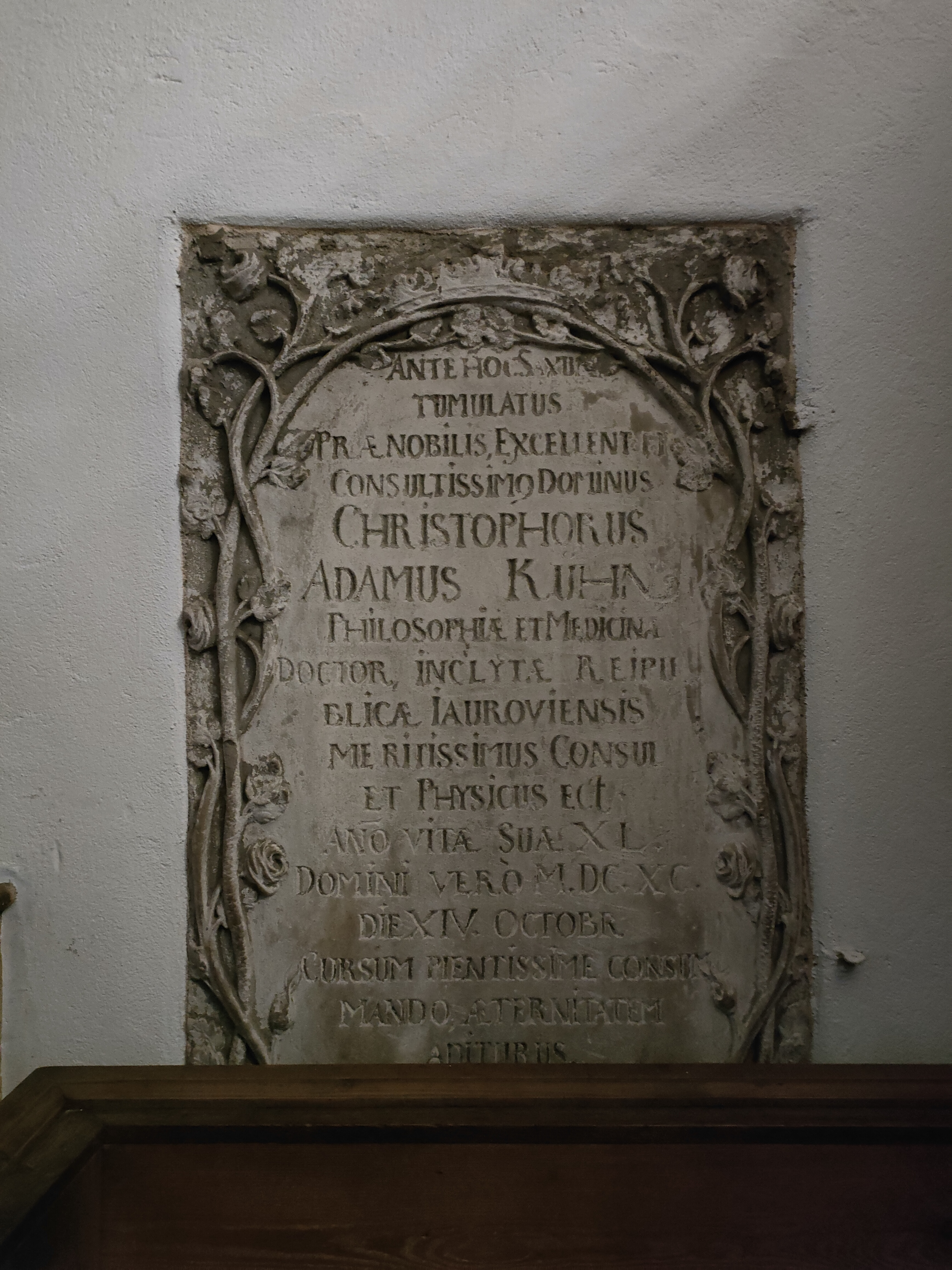
Epitafium
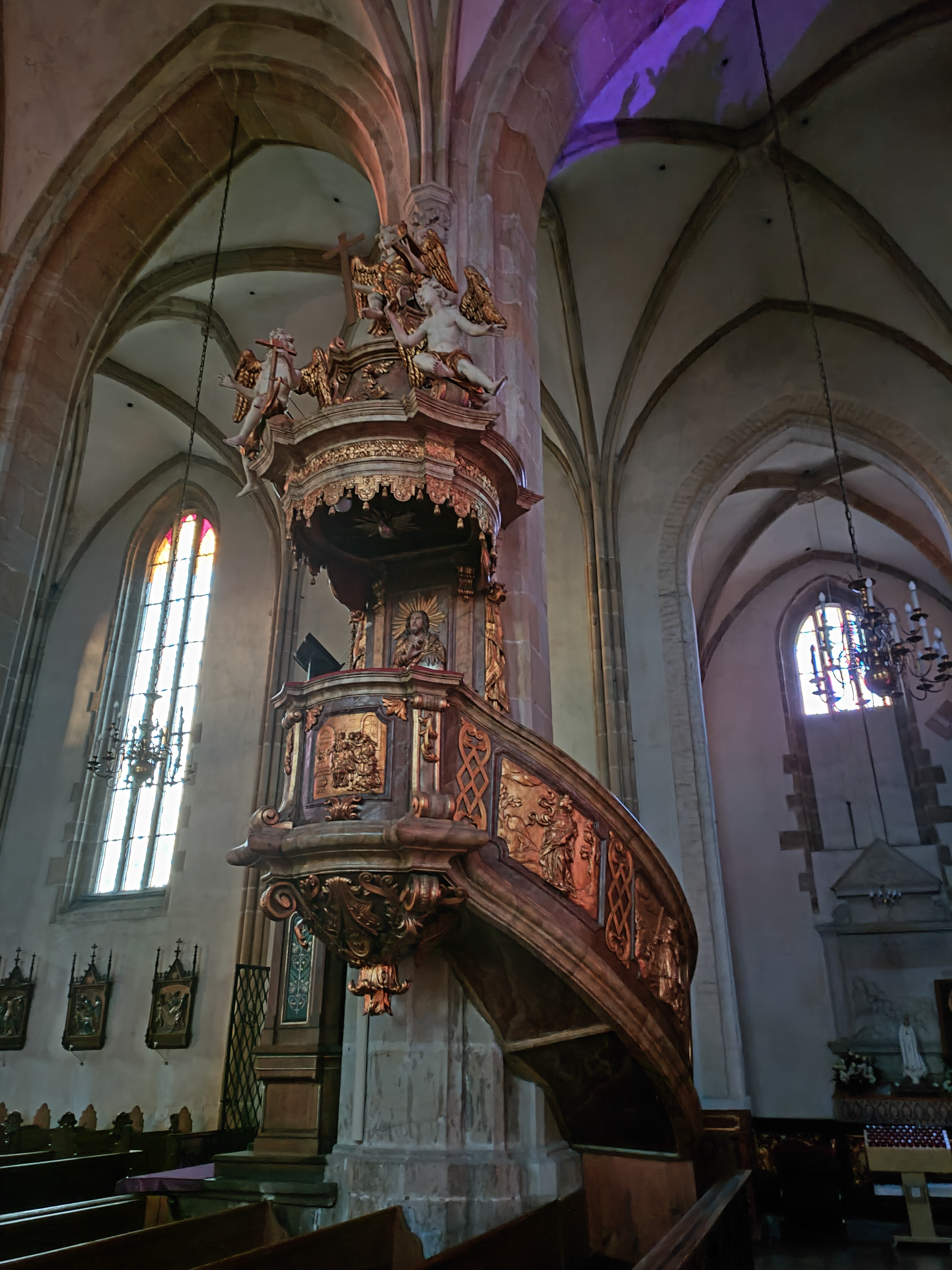
Ambona
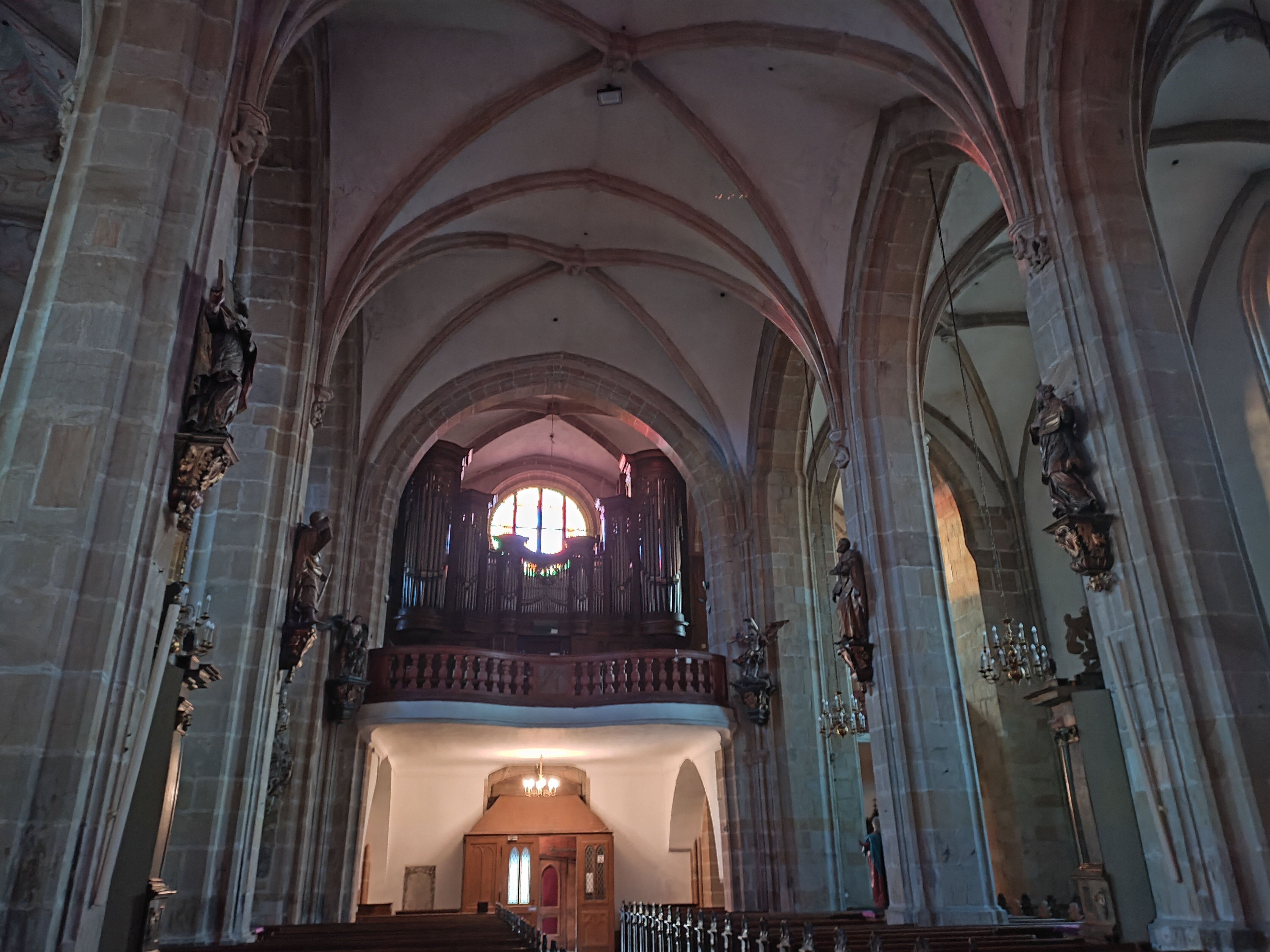
Chór i organy
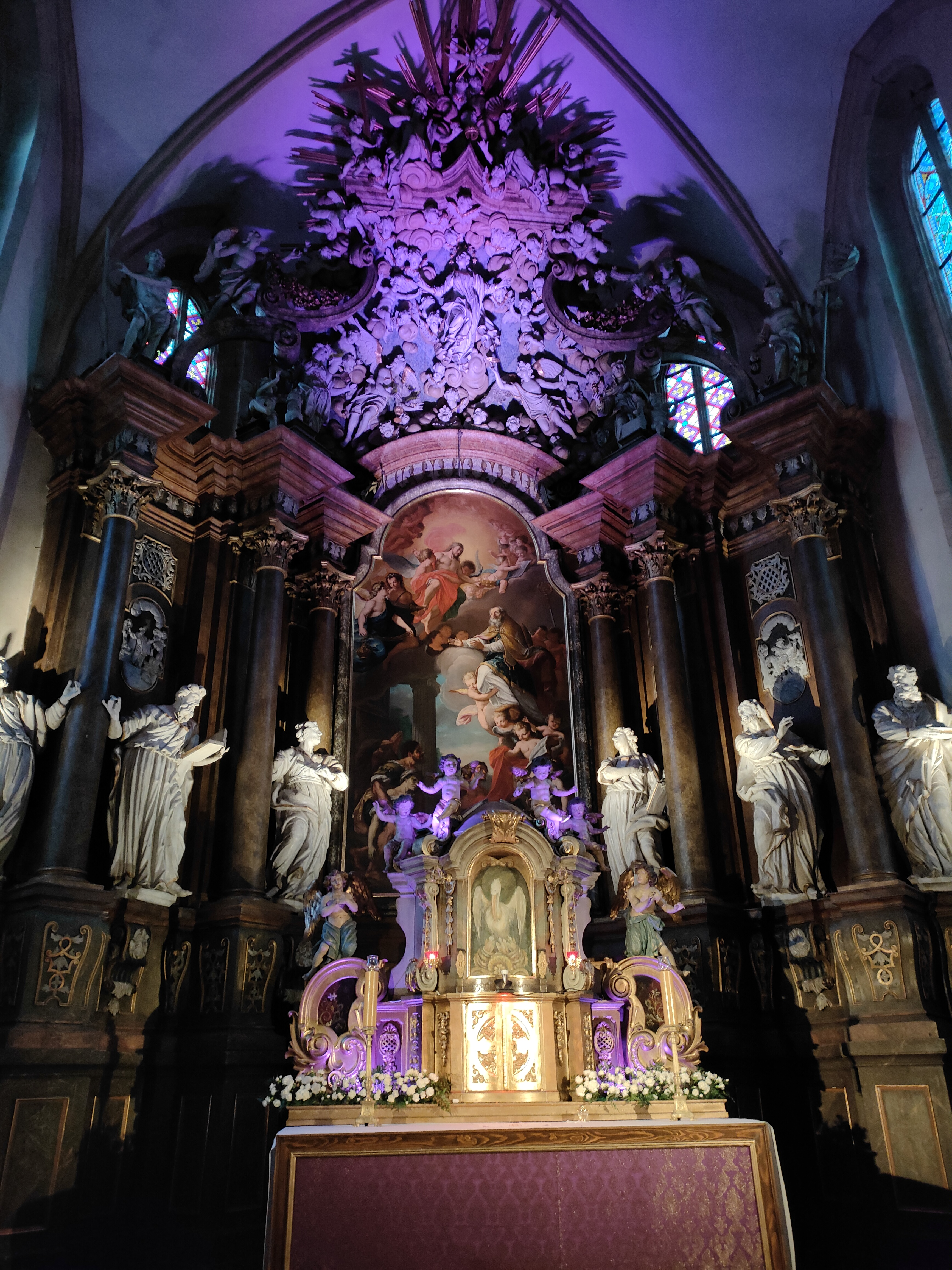
Ołtarz główny
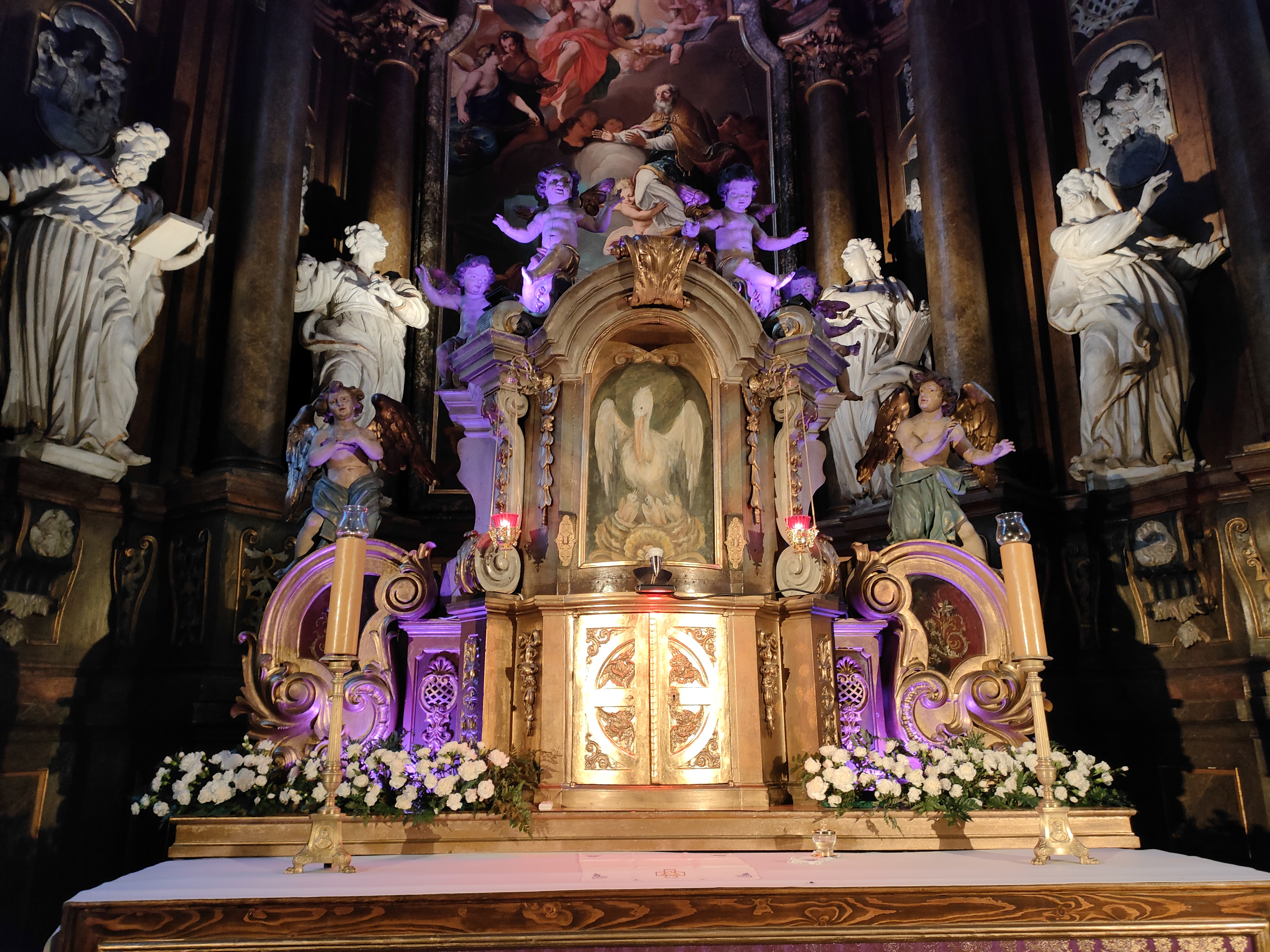
Ołtarz główny - tabernakulum
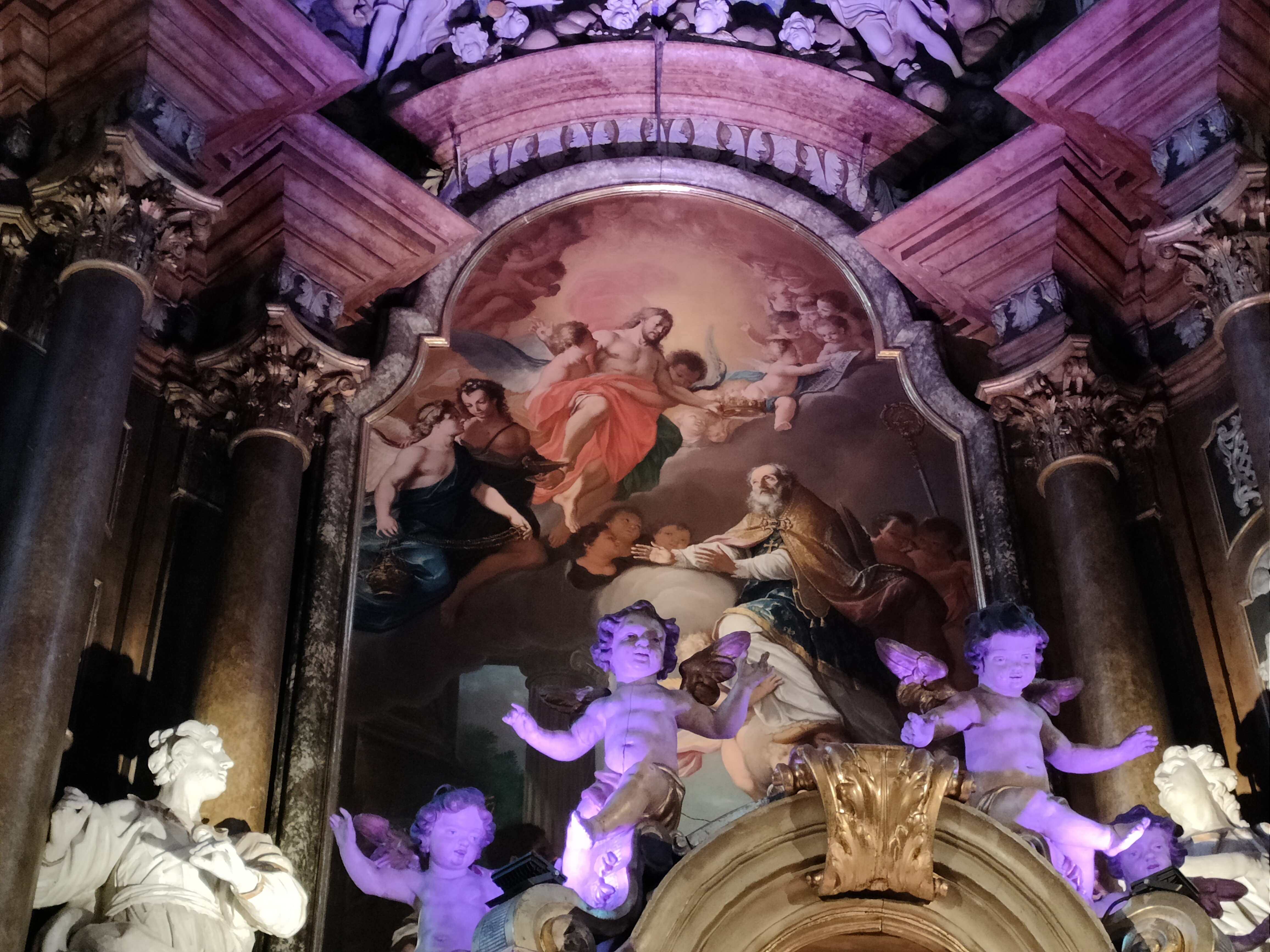
Ołtarz główny
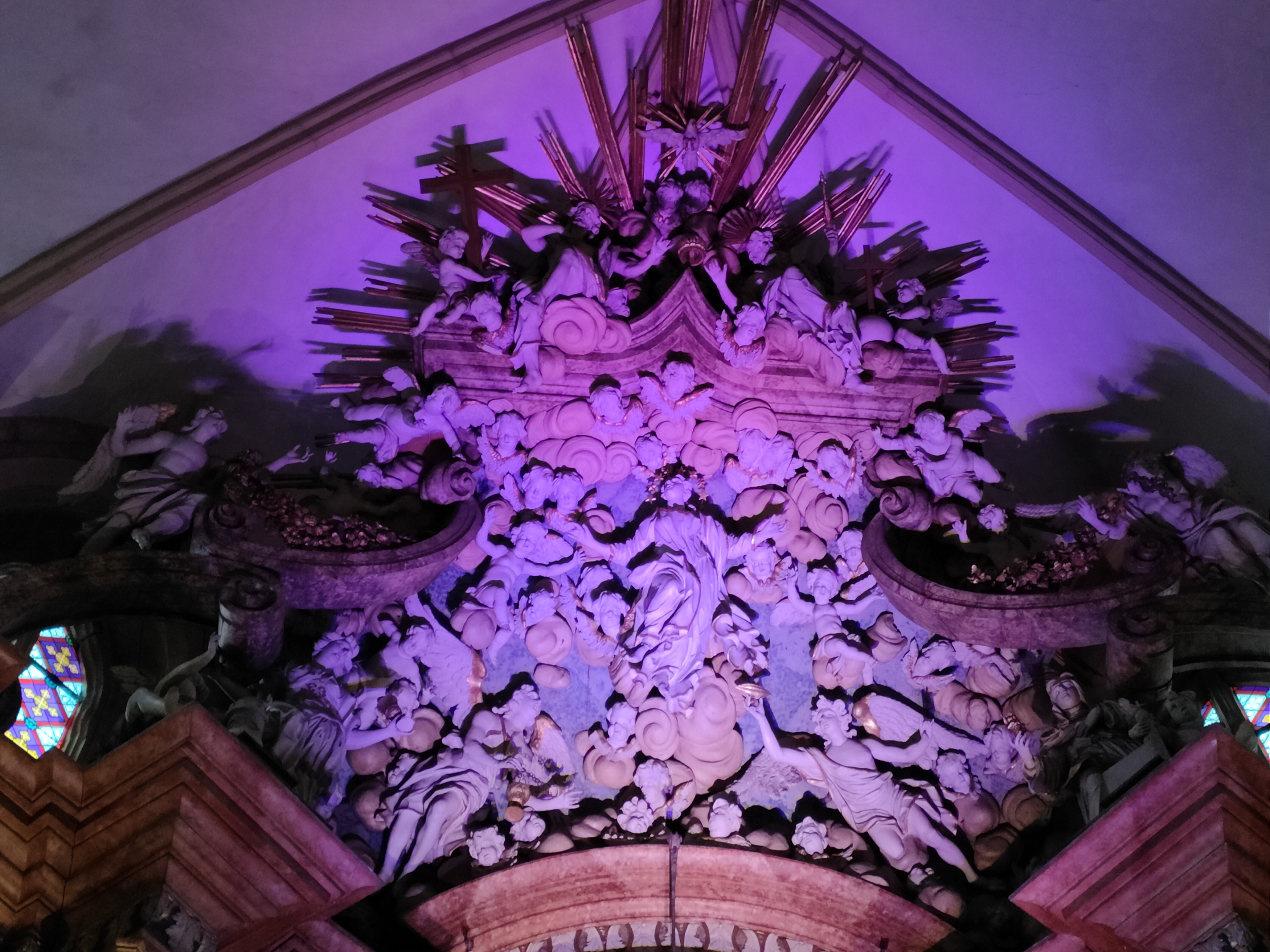
Ołtarz główny
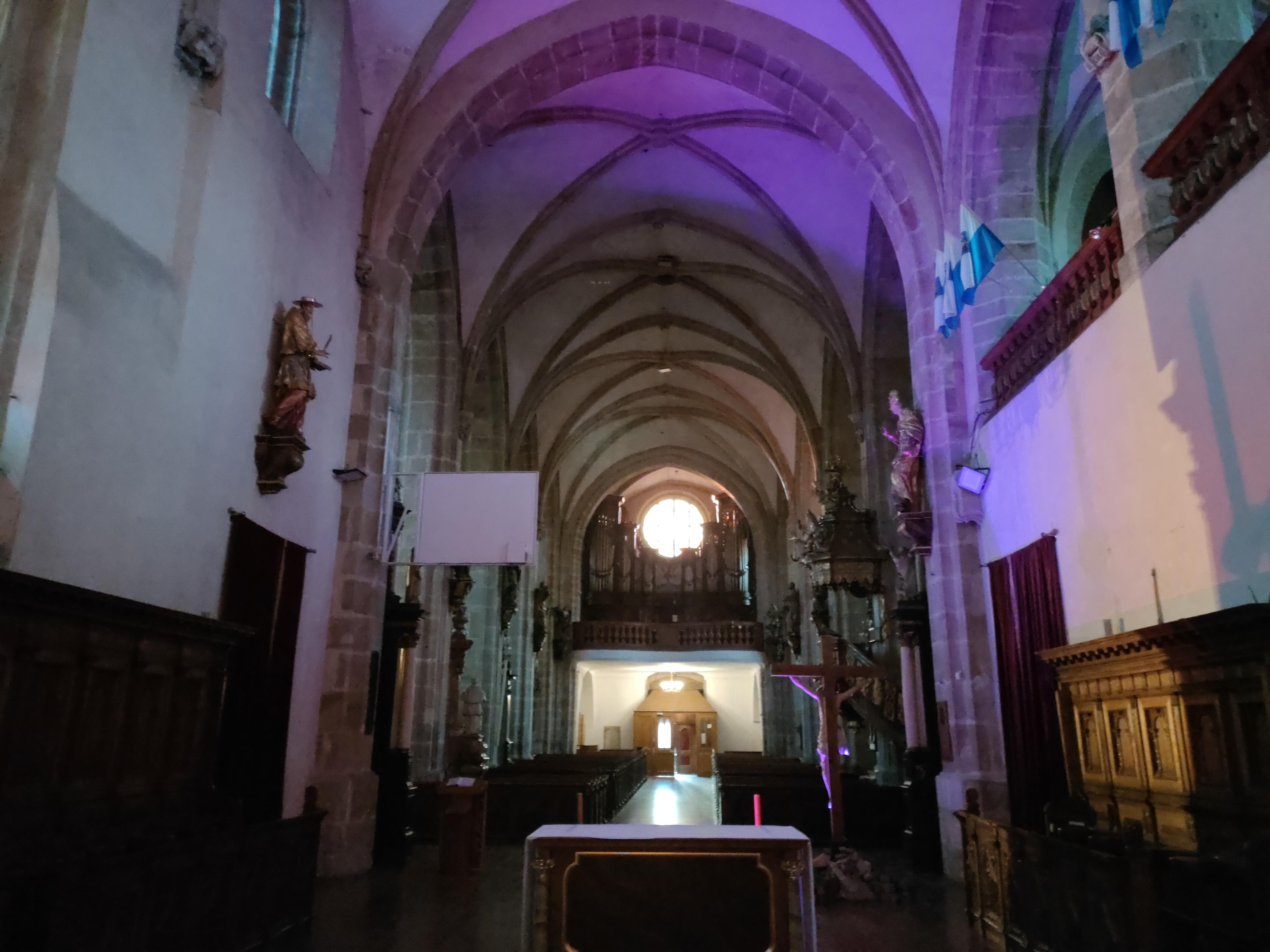
Chór - widok z prezbiterium